# Institut Néel
L'Institut Néel  est un laboratoire de recherche en physique de la matière condensée situé à Grenoble qui dispose d'un effectif de 450 personnes dont 175 chercheurs et chercheurs enseignants. Son nom lui a été donné en l'honneur du scientifique Louis Néel, venu s'installer à Grenoble dès 1940 et devenu le principal instigateur du polygone scientifique de Grenoble à la fin des années 1950.
Il s'agit d'une unité propre de recherche du CNRS (UPR 2940)  créée en 2007 par regroupement de quatre laboratoires de recherche : le Centre de recherches sur les très basses températures, le Laboratoire d’étude des propriétés électroniques des solides, le Laboratoire Louis-Néel et le Laboratoire de cristallographie.
Lors de la présentation du plan Quantique par Emmanuel Macron en janvier 2021, l'institut est présenté comme l'un des principaux acteurs français dans ce domaine de recherche,,.

## Domaines de recherche
Installée sur 21 500 m2 de locaux, l'activité de recherche de l'Institut Néel est centrée sur la recherche fondamentale en physique de la matière condensée avec des incursions dans les domaines de la chimie, l'ingénierie et les sciences du vivant. Les principaux domaines abordés sont : 
- Le magnétisme et l'électronique de spin
- La photonique, la plasmonique et l'optique non linéaire
- L'électronique quantique, moléculaire et à large bande interdite
- Les systèmes corrélés, fluides quantiques et supraconductivité
- L'élaboration, la structure et les fonctions des matériaux
- L'instrumentation dans les domaines traités par l'institut.

En 2018, l'institut est l'un des 27 lauréats européens du Conseil européen de la recherche afin de développer des technologies innovatrices et révolutionnaires. Dans ce but, il présente en collaboration avec l'Institut nanosciences et cryogénie (INAC) et le Laboratoire d'électronique et de technologie de l'information (LETI), le projet QuCube visant à mettre au point sur une durée de six ans, un processeur quantique d'une puissance encore jamais atteinte,.

## Organisation
L’institut Néel est un laboratoire de recherche fondamentale en physique de la matière condensée, et interdisciplinaire aux interfaces avec la chimie, l’ingénierie et la biologie. Il couvre divers domaines scientifiques : supraconductivité, fluides quantiques, nouveaux matériaux, cristallographie, science des surfaces, nano-électronique quantique, nano-mécanique, optique non-linéaire et quantique, spintronique, magnétisme, aimants moléculaires…
Le 12 avril 2013, l'institut a inauguré un bâtiment pour un coût de 17 millions d'euros, conçu par l'agence Philippe Jammet Architecte. Sur une superficie de 2 600 m2, l'architecture du bâtiment Nanosciences a été conçue pour limiter au maximum l'influence des vibrations mécaniques, des perturbations électriques, acoustiques, thermiques, hygrométriques et magnétiques sur les expérimentations qui y sont réalisées,.

## Médiatisation de découvertes
L'institut Néel fait partie des principaux laboratoires français impliqués dans la mission du satellite Planck qui a dévoilé le côté dynamique de l'Univers entre 2009 et 2013. L'institut est également très impliqué dans le stockage d'énergie magnétique supraconductrice.
L'institut Néel travaille en collaboration avec l'université de Strasbourg et l'Institut de technologie de Karlsruhe à la maitrise de champs électriques visant à développer de nouveaux types de circuits électroniques pour l’informatique quantique.
En matière de très basse température, l'institut possède un savoir-faire unique lui permettant de développer un type de réfrigérateur à dilution fonctionnant dans l'espace en apesanteur. L'industriel Air liquide a développé le modèle de vol de ce cryostat qui permet un fonctionnement optimal des détecteurs de l'observatoire spatial Planck à une température de 0,1 kelvin (−273,05 °C). Un autre projet coordonné par l'Institut Néel dans le domaine spatial s'est concrétisé en 2016 grâce à ces très basses températures comme la caméra NIKA 2 composée de détecteurs supraconducteurs maintenus à une température de 0,15 kelvin et installée dans le télescope de l'IRAM en Espagne. Avec NIKA 2, les chercheurs pourront étudier des objets froids encore inexplorés dans l'Univers.

## Prix et distinctions
En 2021, la physicienne Nora Dempsey devient lauréate de la Médaille de l'innovation du CNRS pour ses travaux sur la fabrication, la caractérisation et l’utilisation de micro-aimants de haute performance, devenant le deuxième membre de l'institut à recevoir ce prix après Alain Benoit en 2012.

## Accès du site
Le site de l'institut Néel est desservi par la ligne B du tramway et par les lignes de bus urbaines C6, 22 et 54. Des lignes de bus interurbaines le desservent également : C11 à destination de Voiron ou Crolles, C12 à destination de Voreppe ou Froges et T64 à destination de Villard-de-Lans.